# 考夫曼 (伊利諾伊州)
考夫曼（英語：Kaufman）是位於美國伊利諾伊州麥迪遜縣的一個非建制地區。該地的面積和人口皆未知。

## 地理
考夫曼的座標為38°51′45″N 89°46′38″W / 38.86250°N 89.77722°W，而該地的平均海拔高度為165米（即541英尺）。